# 1980 у відеоіграх

## Події

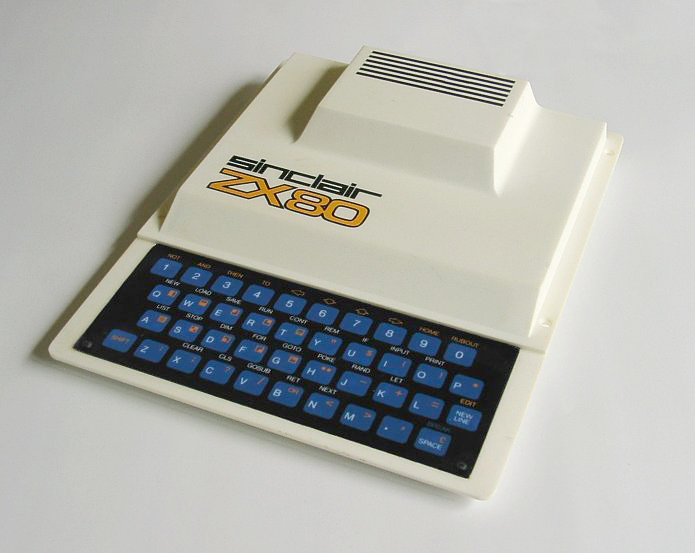
ZX80

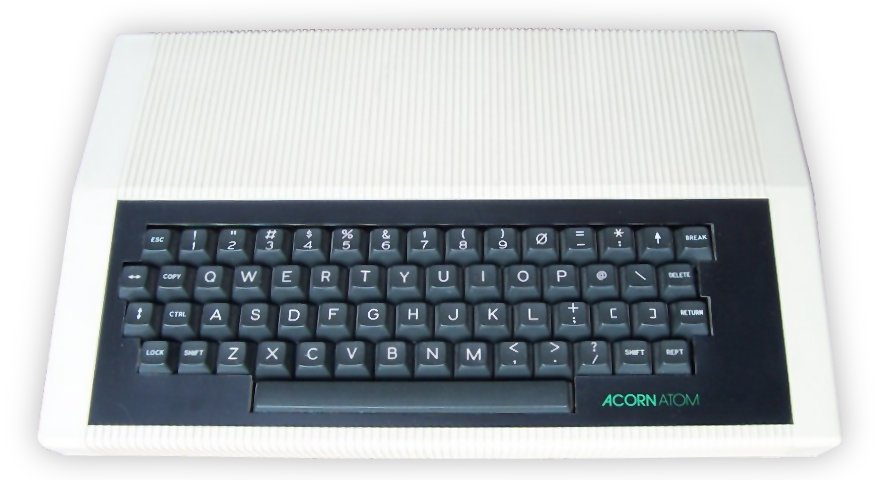
Acorn Atom

- Mattel випускає гральну консоль Intellivision.
- Sinclair Research випускає домашній комп'ютер ZX80, а Acorn Computers випускає Atom, перший домашній гральний комп'ютер у Великій Британії.

## Релізи
- Namco випускає ігри Navalone, Kaitei Takara Sagashi, SOS, Pac-Man (найкращу з точки зору продажів гру усіх часів), King and Balloon (перша гра, в якій використовувалися синтезовані голоси), Tank Battalion та Rally-X (перша гра, в якій з'явилося поняття додаткового бонусного раунду).
- Майкл Той (англ. Michael Toy), Гленн Вічмен (англ. Glenn Wichman) та Кен Арнольд (англ. Ken Arnold) створюють гру Rogue, започатковуючи жанр ігор «roguelike».
- Nintendo випускає аркаду Radar Scope та кишенькову консольну гру Game & Watch.
- Stern Electronics (підрозділ компанії Universal Research Laboratories) випускає аркаду Berzerk.
- Warner Communications' Atari випускає аркади Missile Command та Battlezone (пізніше їх використовувала армія США для тренувань).
- Williams Electronics випускає аркаду Defender.
- Warner Communications' Atari випускає аркади Centipede та Warlords, а також кольорову аркаду Tempest.
- Universal випускає аркаду Space Panic, яку часто називають першою грою-платформером.
- Edu-Ware випускає гру The Prisoner, сюжет якої походить від однойменного телесеріалу 1960-х років. Розроблена Девідом Муллічем (англ. David Mullich), ця гра стала класичною грою для Apple II.
- Infocom випускає гру Zork I — першу гру серії Zork та першу гру від Infocom.

## Індустрія
- Виникли компанії Mindscape та Sierra On-Line.
- Корпорація Mattel створює спеціальну групу для розробки ігор «Blue Sky Rangers», до якої входять п'ять програмістів — Габріель Баум (англ. Gabriel Baum), Дон Даглоу (англ. Don Daglow), Рік Левін (англ. Rick Levine), Майк Мінкофф (англ. Mike Minkoff) та Джон Сол (англ. John Sohl).